# أطلق....الطوربيد!
أطلق... الطوربيد! (بالإنجليزية: !Torpedo...LOS) لوحة زينية على قماش تنتمى إلى فن البوب رسمها روي ليختنشتاين في 1963. وصفتها صحيفة نيويورك تايمز في آخر مرة بيعت فيها عام 1989، بأنها «صورة لشريط رسم هزلي عن الحرب البحرية». وقد ظلت اللوحة محتفظة فيما مضى بالرقم القياسي لأغلى لوحة في مزادات بيع أعمال ليشتنشتاين. بحيث ساعد عائدها في 1989 في تمويل بناء المقر الحالي لمتحف الفن المعاصر، بشيكاغو في 1991.
استمَدَت اللوحة عنوانها من إطار الكلام في الرسوم الهزلية مثل الكثير من أعمال ليشتنشتاين وعرضت في معرض ليختنشتاين الفردي الثاني. كان مصدر اللوحة كتاب هزلي من إصدار دار نشر دى سى كوميكس. أجرى ليختنشتاين تعديلات هامة على الرسمة الأصلية من حيث تغيير التمركز والمشهد إضافةً إلى تغييرات هامة في عنصر سرد العمل. الذي يلعب على العلاقة بين المنظور الأمامي - الخلفي وموضوع الرؤية الذي يظهر في العديد من أعمال ليشتنشتاين.

## خلفية عن اللوحة
كان مصدر لوحة أطلق...الطوربيد! هو قصة «معركة السفن الشبحية؟» التي كتبها بوب هاني، ورسمها جاك أبيل في العدد 71 بعنوان «قواتنا المحاربة» من إنتاج دي سي كوميكس في (أكتوبر 1962)، على الرغم من اختلاف محتوى إطار الكلام (فهي العدد رقم 72 وفقاً لبعض المصادر والعدد 71 (أ) طبقاً لمصادر أخرى). ووفقاً لموقع مؤسسة ليشتنشتاين الإلكترونى، فإن عمل أطلق... الطوربيد! كان جزءاً من المعرض الفردي الثاني لليختنشتاين الذي أقيم في قاعة ليو كاستيلو للفنون في 28 سبتمبر - 24 أكتوبر 1963 واحتوى على أعمال مثل فتاة غارقة، مدير البيسبول، في السيارة، المحادثة وفام!. وبالنسبة للمواد التسويقية للمعرض فقد ضمت العمل الفنى كراك! على طباعة حجرية.
في 7 نوفمبر 1989 بيعت لوحة أطلق... الطوربيد! في مزاد كريستيز بمبلغ 5.5 مليون دولار (ما يعادل 11٫5 مليون دولار في 2020 ) لتاجر من زيورخ يدعى توماس أمان، كان ذلك رقما قياسياً بالنسبة لإحدى أعمال ليختنشتاين الفنية. وصفت الصفقة بأنها «الكبرى» في ليلة حقق فيها مزاد كريستيز أكثر من ضعف إجمالي إيراد مبيعات أي مزاد آخر للفن المعاصر في ذلك الوقت وحتى ذلك التاريخ. كان البائع بياتريس سي. ماير، أرملة روبرت ب. ماير مؤسس وعضو مجلس إدارة متحف الفن المعاصر، بشيكاغو وهى أيضاً ابنة ناثان كامينجز مؤسس شركة سارة لي. وقبل بيعها كانت اللوحة جزءاً من برنامج روبرت بى. ماير للقروض التذكارية بحيث كانت تُعرض في الكليات والمتاحف. كان من المتوقع بيع اللوحة بمبلغ ثلاثة إلى أربعة ملايين دولار آنذاك. وبحلول عام 1991، أصبحت ماير واحدة من أهم المستفيدين من مبنى متحف الفن المعاصر الجديد.

## وصفها

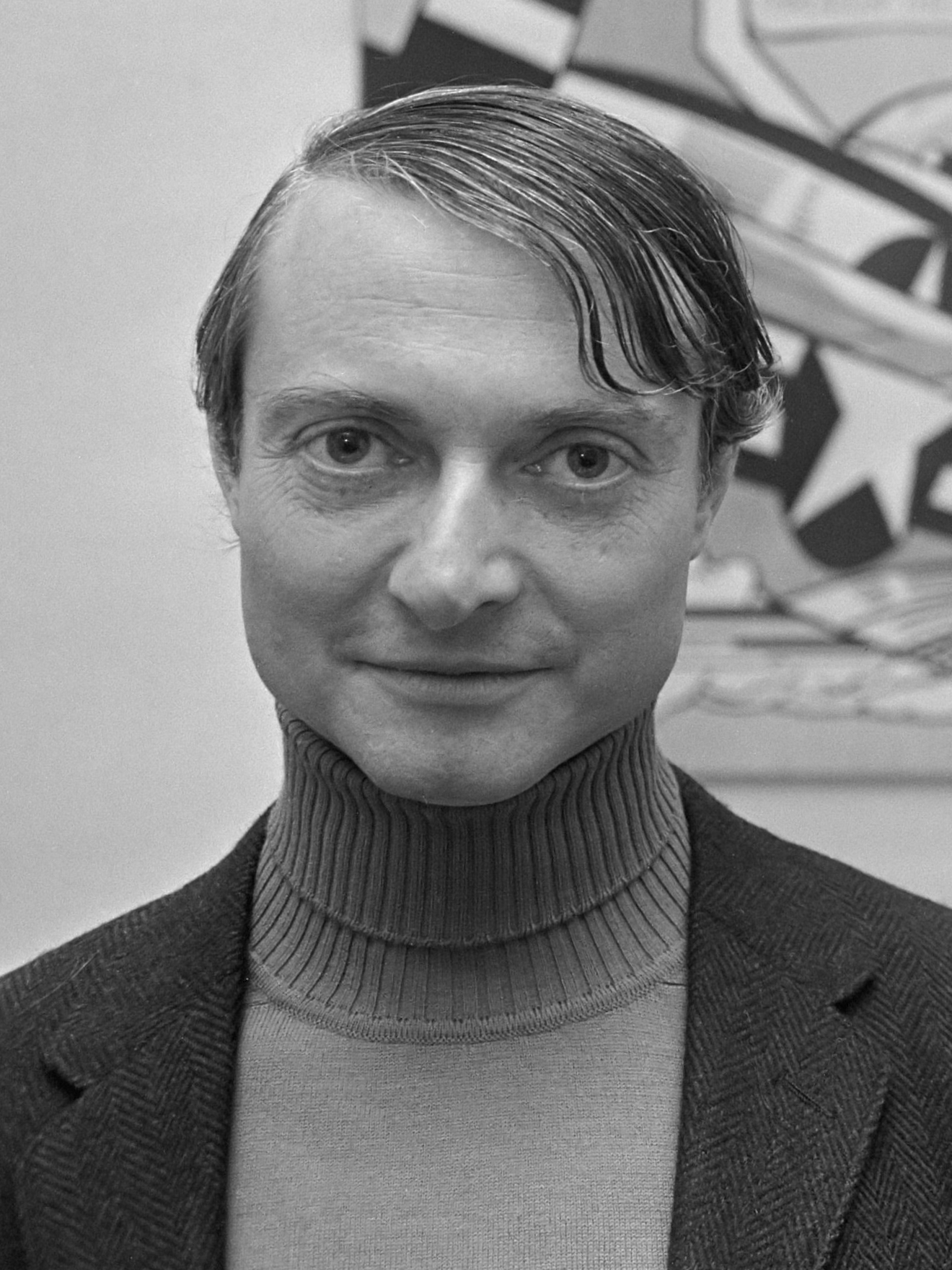
روى ليختنشتاين في 1967

لوحة أطلق ... الطوربيد! هي لوحة زيتية على قماش مقاس 68 × 80 بوصة (172.7 سم × 203.2 سم). جعل ليختنشتاين وجه القبطان أكثر بروزاً من المصدر عبر تكبيره بالنسبة إلى المساحة الكلية. لكنه أبقى على «خراقة» المصدر في كيفية عرض الشخصية الثانوية واستبدل الحوار «بأمر مشفر» أقصر كثيراً. كان حوار المصدر الأصلي يتعلق بالاستهداف المتكرر بالطوربيد على نفس السفينة، لكن ليختنشتاين اختصر مربع الكلام بأكمله إلى كلمتين. وحرفّ ندبة القبطان من أنفه إلى خده جاعلاً القبطان يبدو أكثر عدوانية عبر تصوير فمه مفتوحاً على مصراعيه، كما اختار إبقاء العين التي لم تكن تنظر عبر البريسكوب مفتوحة. وجعل السفينة أيضاً تبدو أكثر تطوراً تكنولوجياً بإضافة عدة تغييرات. وفي الواقع كانت الندبة أكثر بروزاً في لوحات أخرى بخلاف المصدر لنفس القصة.
يجسد هذا العمل موضوع ليختنشتاين المتعلق بالرؤية. حيث يستخدم ليختنشتاين «جهاز عرض ميكانيكي» لتقديم تصويره للرؤية بمساعدة فنية. يفرض الجهاز الميكانيكي المصور، في هذه الحالة «بريسكوب»، الرؤية بشكل أحادي. في بعض أعماله مثل هذا العمل، فإن الرؤية الأحادية موضوع قوي يتجسد مباشرة على الرغم من التلميح إليه فقط. يشير مايكل لوبيل «... أن عمل ليختنشتاين يعرض توتراً جدلياً بين صيغ الرؤية الأحادية والثنائية وهو التوتر يدور حول القضايا الجنسية أيضاً.» يُعتبر العمل أحد الأعمال التي بالغ ليختنشتاين في المؤثرات الصوتية للكتب المصورة بأسلوب فن البوب الشائع.

## استقبالها
تُجسد هذه اللوحة استخدام ليختنشتاين التحول الأمامي/الخلفي والعامية الساخرة في إصدار الأوامر الجدية. على الرغم من أن معظم صور الحرب في ليختنشتاين تصور موضوعات الحرب الأمريكية، فإن هذا العمل يصور «قبطان غواصة ألمانية ذو ندوب في موضع قتالي». وتعكس طريقة التصوير مع وجه القائد الضاغط على المنظار اندماجات الفن الصناعي في عشرينيات وثلاثينيات القرن العشرين. يعزى الجانب الساخر لهذا العمل جزئياً في عام 1963 إلى استبداله الزمني الذي يشير إلى الحرب العالمية الثانية خلال فترة متقدمة جداً من الحرب الباردة. تستكمل طريقة محتوى بالون الكلام، خاصةً تلك الخاصة بالحروف الكبيرة، أو تُكمل المحتوى البصري التقليدي الآخر للوحة. عززت تعديلات ليختنشتاين من الشعور بالاستعجال في الصورة، لكنها عوضت هذا الخطر أيضاً بتشكيل عمل مستقل. ذكرت مراجعة لمجلة الفن في نوفمبر 1963 أن هذه كانت واحدة من «اللوحات الواسعة والقوية» لمعرض غاليري كاستيلي في 1963.